# Trakt Królewski w Gnieźnie

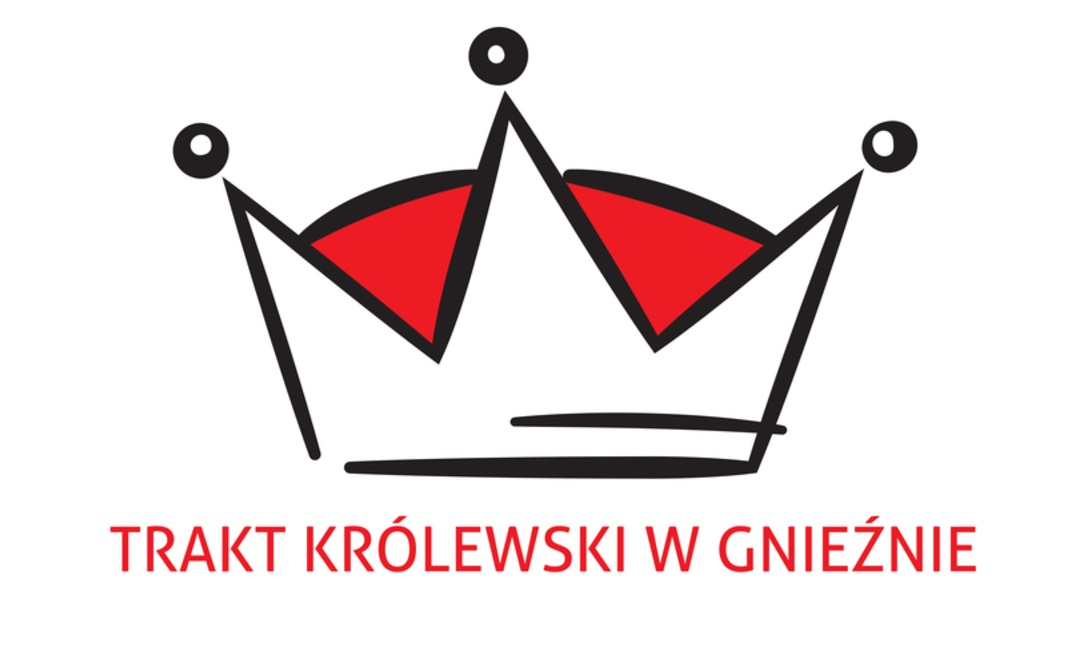
Logo Traktu Królewskiego w Gnieźnie

Trakt Królewski w Gnieźnie – trasa turystyczno-kulturowa w Gnieźnie. Szlak tworzą posągi, makiety, infokioski i tablice informacyjne rozmieszczone w zabytkowym centrum miasta.
Trakt Królewski zrealizowany został przez Urząd Miejski w Gnieźnie w ramach projektu „Rozwój kluczowego szlaku dziedzictwa kulturowego województwa wielkopolskiego pn. Szlak Piastowski” dofinansowanego ze środków Unii Europejskiej w ramach Wielkopolskiego Regionalnego Programu Operacyjnego na lata 2014-2020. Projekt, którego liderem jest Wielkopolska Organizacja Turystyczna, ma na celu zachowanie, ochronę, promowanie i dalszy rozwój Szlaku Piastowskiego.
Powołany przez Prezydenta Miasta Gniezna, Tomasza Budasza, międzywydziałowy zespół Urzędu Miejskiego w Gnieźnie, rozpoczął prace nad projektem na początku 2015 roku. Autorem projektu był Piotr Wiśniewski, Pełnomocnik Prezydenta Miasta Gniezna ds. Kultury. Prace montażowe rozpoczęto w marcu, a zakończono w listopadzie 2018 roku.

## Idea Traktu
Koncepcja Traktu Królewskiego jako nowego produktu turystycznego Miasta Gniezna zakłada poprowadzenie trasy łączącej najciekawsze zabytki i miejsca pierwszej stolicy Polski, oprócz katedry czy muzeów, prowadząc turystów również do rzadziej odwiedzanych do tej pory zabytków, takich jak kościoły św. Jana Chrzciciela, Wniebowzięcia Najświętszej Maryi Panny i św. Antoniego, św. Wawrzyńca, Park Miejski, czy secesyjne kamienice w centrum miasta.
Trasa ma podkreślać miejsce Gniezna w polskiej historii przez prezentowanie najważniejszych piastowskich legend, a także sylwetek pierwszych pięciu polskich królów, koronowanych w miejscowej katedrze.
Całość Traktu spina postać królika-przewodnika, który ma zachęcać do odwiedzenia Traktu również przez rodziny z dziećmi (etymologia polskiego słowa „królik” związana jest ze słowem „król” w języku niemieckim, "królik" oznacza również władcę plemienia lub małego państwa). Królik pojawia się również w oprowadzającej po szlaku mobilnej aplikacji „Królika Goń”.

## Autorzy rzeźb
Głównymi elementami, wokół których zaprojektowany jest Trakt Królewski w Gnieźnie, są rzeźby królów, królików i przedstawienia piastowskich legend. Ich wizerunki w kwietniu ubiegłego roku wybrał sąd konkursowy pod przewodnictwem Stanisława Radwańskiego – artysty rzeźbiarza i byłego rektora Akademii Sztuk Pięknych w Gdańsku. Zwycięskie projekty autorstwa Rafała Nowaka (królowie), Macieja Jagodzińskiego-Jagenmeera (króliki) oraz Jarosława Boguckiego (legendy), wraz z czterema makietami edukacyjnymi zostały odlane w brązie przez wybraną w przetargu pracownię Brązart z Pleszewa. Infrastrukturę towarzyszącą Traktu, w ramach której wykonane zostały m.in. prace brukarskie, podświetlenie pomników oraz zieleń i tzw. mała infrastruktura, wykonało przedsiębiorstwo Niko z Gniezna.

## Elementy Traktu
I. Posągi koronowanych w Gnieźnie królów:
- Bolesława I Chrobrego
- Mieszka II Lamberta
- Bolesława II Szczodrego (Śmiałego)
- Przemysła II
- Wacława II Czeskiego

II. Pomniki przedstawiające postaci z piastowskich legend związanych z Gnieznem:
- Legenda o Lechu
- Legenda o Piaście Oraczu

III. Figury królików nawiązujących do historii Gniezna:
- królik-Woj piastowski (nawiązujący do armii Mieszka I i Bolesława Chrobrego)
- królik-Skryba (nawiązujący do gnieźnieńskiego klasztoru oo. Franciszkanów)
- królik-Rajca miejski (nawiązujący do czasów lokacji Gniezna na prawie niemieckim)
- królik-Bogaty kupiec (nawiązujący do gnieźnieńskich jarmarków i Targów z czasu średniowiecza[8])
- królik-Medyk (nawiązujący do czasów epidemii dżumy w mieście)
- królik-Napoleon (nawiązujący do przemarszu przez Gniezno wojsk napoleońskich)
- królik-Strażak (nawiązujący do wielkich pożarów miasta)
- królik-Murarz (nawiązujący do XIX-wiecznej odbudowy miasta, oraz miejscowych Lóż Masońskich)
- królik-Żołnierz pruski (nawiązujący do czasów zaboru pruskiego, i wojsk pruskich stacjonujących w miejscowych koszarach)
- królik-Degustator (nawiązujący do postaci Bolesława M. Kasprowicza, i jego Fabryki Wódek i Likierów)
- królik-Szofer (nawiązujący do pierwszego gnieźnieńskiego salonu samochodowego i Fabryki Powozów i Karoseryj braci Waberskich)
- królik-Powstaniec wielkopolski (nawiązujący do wyzwolenia Gniezna spod zaboru pruskiego 28 i 29 grudnia 1918 roku)
- królik-Hokeista (nawiązujący do hokejowych tradycji i klubów Stella Gniezno i SKS Start Gniezno)
- królik-Żużlowiec (nawiązujący do tradycji żużlowych i klubu Start Gniezno)

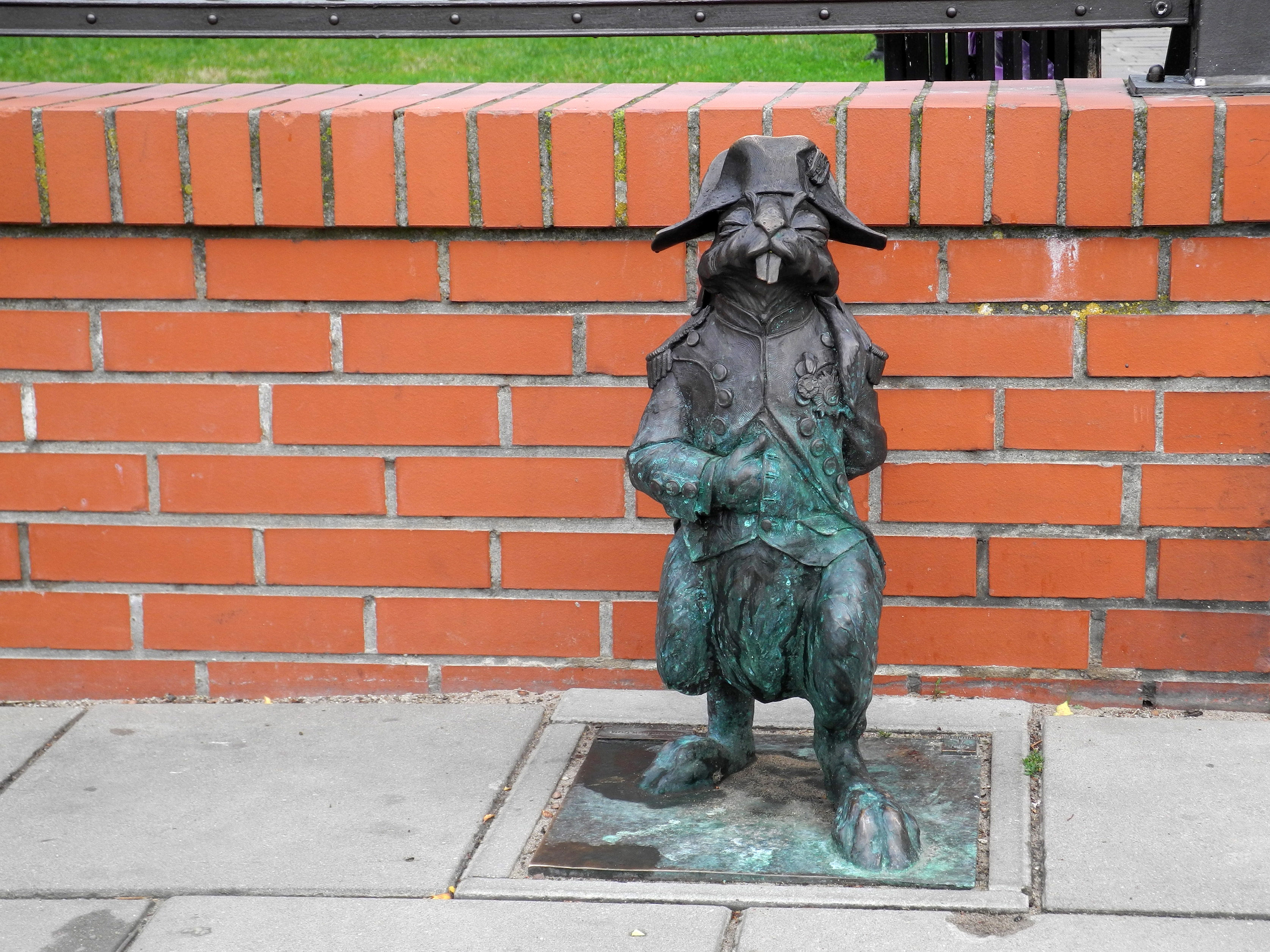
królik-Napoleon
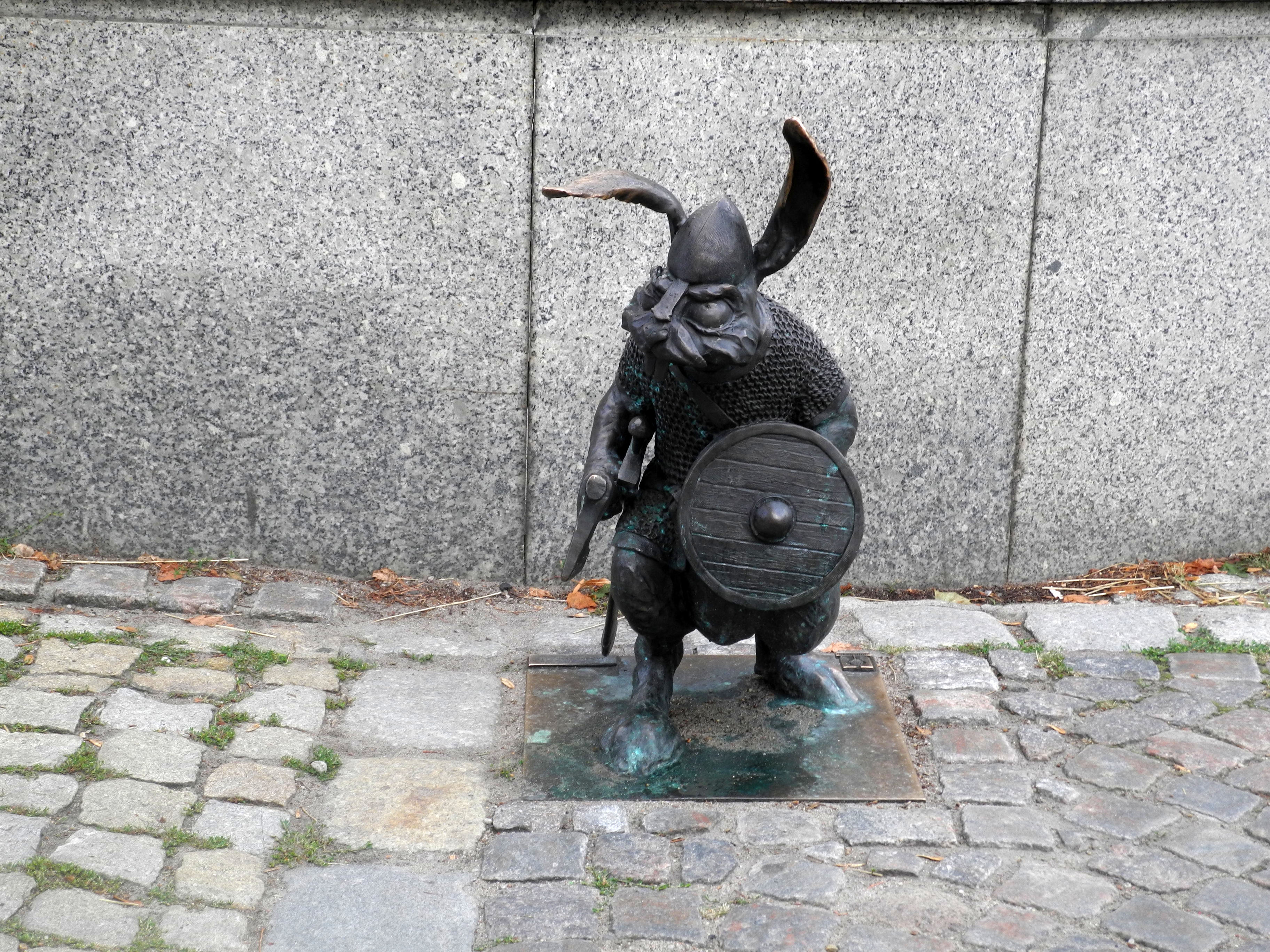
królik-Woj piastowski
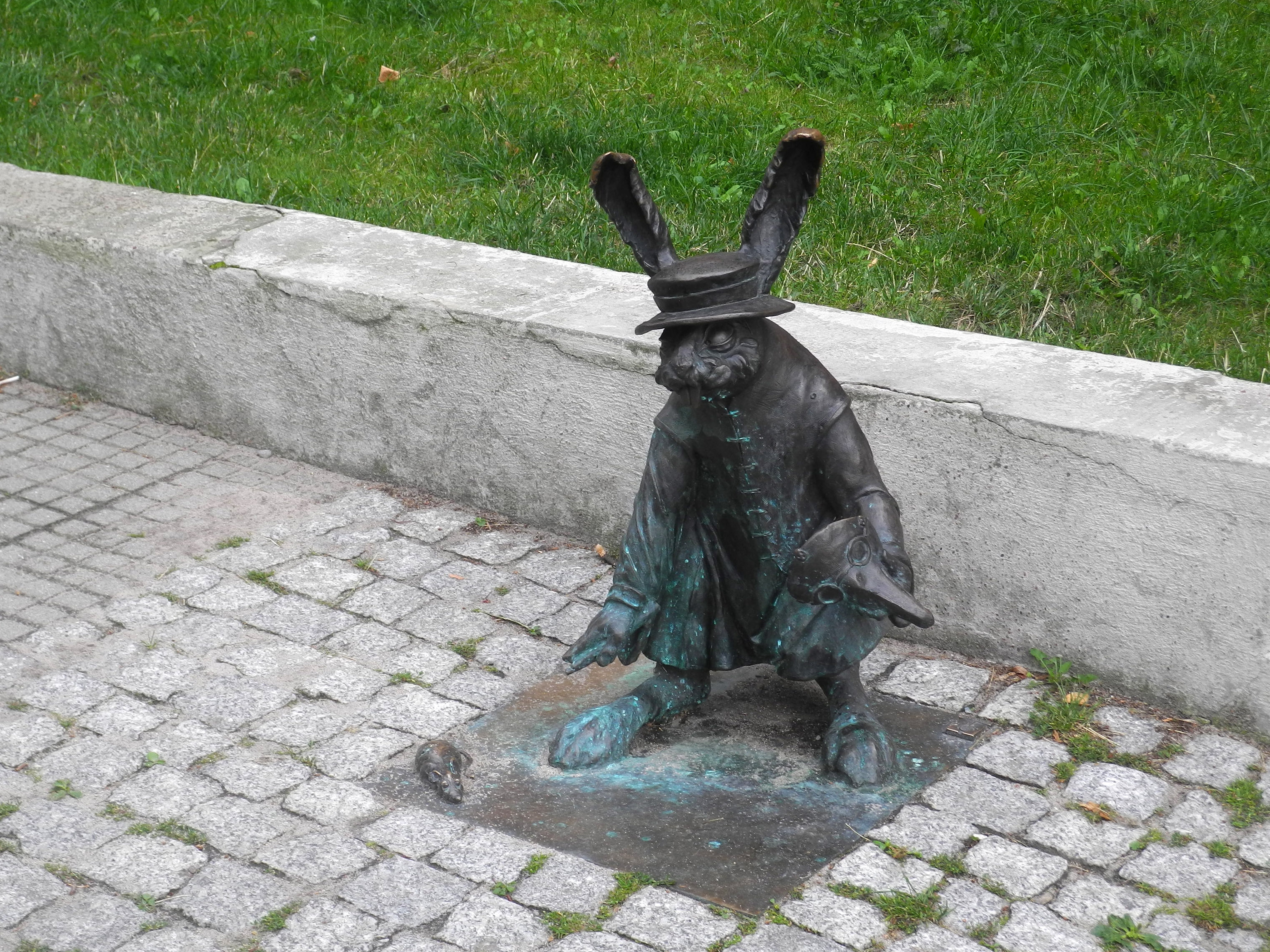
królik-Medyk

IV. Makiety prezentujące rozwój urbanistyczny Gniezna:
- makieta przedstawiająca wygląd Wzgórza Lecha z pierwszej połowy XI wieku
- makieta przedstawiająca etapy rozwoju gnieźnieńskiej katedry
- makieta przedstawiająca wygląd miasta lokacyjnego z okresu XV i  XVI wieku
- makieta przedstawiająca współczesny układ urbanistyczny centrum Gniezna

V. 8 tablic informacyjnych, przedstawiających ciekawostki o centrum Gniezna
VI. 3 interaktywne infokioski